# Kup Hrvatske u hokeju na travi za muškarce 2020./21.
Kup Hrvatske u hokeju na travi za muškarce za 2021. godinu je igran u proljetnom dijelu sezone 2020./21. Kup je osvojila "Mladost" iz Zagreba. 

## Sudionici
- Concordia 1906 - Zagreb
- Jedinstvo - Zagreb
- Marathon - Zagreb
- Mladost - Zagreb
- Trešnjevka - Zagreb
- Zelina - Sveti Ivan Zelina
- Zrinjevac - Zagreb

## Rezultati
| datum             | klub1           | rezultat        | klub2           | napomene                               |
| četvrtzavršnica   | četvrtzavršnica | četvrtzavršnica | četvrtzavršnica | četvrtzavršnica                        |
| ----------------- | --------------- | --------------- | --------------- | -------------------------------------- |
| 13. travnja 2021. | Trešnjevka      | 5:2             | Jedinstvo       |                                        |
| 13. travnja 2021. | Marathon        | 3:4             | Mladost         |                                        |
| 14. travnja 2021. | Concordia 1906  | 3:0 bb          | Zrinjevac       | "Concordia"++ prošla bez borbe         |
|                   | Zelina          | Zelina          | Zelina          | slobodni                               |
|                   |                 |                 |                 |                                        |
| poluzavršnica     |                 |                 |                 |                                        |
| 4. svibnja 2021.  | Trešnjevka      | 2:2, 2:4 SO     | Mladost         | "Mladost" pobjednik nakon raspucavanja |
| 4. svibnja 2021.  | Zelina          | 6:4             | Concordia 1906  |                                        |
|                   |                 |                 |                 |                                        |
| završnica         |                 |                 |                 |                                        |
| 19. lipnja 2021.  | Mladost         | 4:3             | Zelina          | "Mladost" pobjednik kupa               |

## Vanjske poveznice
- hhs-chf.hr, Hrvatski hokejski savez
- hhs-chf.hr, Kup Hrvatske za seniore i seniorke